# 물라투 테쇼메
물라투 테쇼메(암하라어: ሙላቱ ተሾመ, 1957년~ )는 에티오피아의 정치인으로 2013년 10월 7일부터 2018년 10월 24일까지 대통령을 역임했다. 소속 정당은 오로모 인민 민주기구이다.
1976년에 중국 베이징 어언학원(현재의 베이징 어언대학)에 입학했으며 1977년에 베이징 대학 철학과에 입학했다. 1982년에 베이징 대학에서 학사 학위를 받았고 1985년부터 1991년까지 베이징 대학 정치학과에 재학하면서 국제법 석사, 박사 학위를 취득했다. 1990년대 중반에 에티오피아 경제발전협력부 차관을 역임했고 2001년 10월 17일부터 2003년 7월 1일까지 에티오피아 농업부 장관을 역임했다.
2002년부터 2005년까지 에티오피아 연방 상원 의장을 역임했으며 중국, 일본, 터키, 아제르바이잔 주재 에티오피아 대사를 역임했다. 2013년 10월 7일부터 2018년 10월 24일까지 에티오피아의 대통령을 역임했다.

## 역대 선거 결과
| 선거명      | 직책명              | 대수 | 정당                          | 득표율  | 득표수 | 결과 | 당락 |
| ----------- | ------------------- | ---- | ----------------------------- | ------- | ------ | ---- | ---- |
| 2013년 선거 | 에티오피아의 대통령 | 4대  | 에티오피아 인민 혁명 민주전선 | 100.00% | 659표  | 1위  |      |